# Mala Ukrina
Mala Ukrina  je rijeka u Bosni i Hercegovini.
Rijeka Mala Ukrina duga je oko 36,8 kilometara. Nastaje od više manjih vodotoka. Kod lokalitata Gradina spaja se s Velikom Ukrinom u rijeku Ukrinu koja se kasnije ulijeva u Savu.